# نهضت آزادی ایران
نهضت آزادی ایران، حزب سیاسی ایرانی است که در سال ۱۳۴۰، پس از اختلاف بین مهدی بازرگان و یدالله سحابی با شورای مرکزی جبهه ملی ایران ایجاد شد. محمد مصدق پس از تشکیل نهضت آزادی، در پاسخ به نامه مهدی بازرگان، تأسیس نهضت آزادی را مورد تأیید قرار داد. نهضت آزادی توسط مهدی بازرگان، یدالله سحابی و سید محمود طالقانی با تأکید بر هویت اسلامی و ایرانی و با هدف مبارزه با استبداد و کسب آزادی‌های اساسی مبتنی بر ارزش‌های اخلاقی و اسلامی تأسیس شد و چهره‌هایی چون احمد صدر حاج‌سیدجوادی، سید محمدمهدی جعفری، محمدرحیم عطایی، عباس رادنیا، حسن نزیه، منصور عطائی، عزت‌الله سحابی و عباس سمیعی از نخستین اعضای آن بودند. مصطفی چمران، ابراهیم یزدی و صادق قطب‌زاده، پایه‌گذاران نهضت آزادی در خارج از کشور و مشاوران و تئورسین‌های اولیه انقلاب اسلامی و سید روح‌الله خمینی در خارج از کشور بودند.
نهضت آزادی، از زمان درگیری حسن نزیه با سید محمد بهشتی بر سر روش تأیید قانون اساسی در خرداد ۱۳۵۸ و سپس استعفای مهندس بازرگان در اعتراض به اشغال سفارت آمریکا در ۱۳ آبان ۱۳۵۸ بتدریج از طرف حزب جمهوری اسلامی از صحنه سیاست خارج شد. اعضای آن از انتخابات مجلس دوم (فروردین ۱۳۶۳) به بعد با ردصلاحیت برای نامزدی وکالت مجلس مواجه شدند. سید روح‌الله خمینی در نامه بهمن ۱۳۶۶ به وزیر کشور آنها را باعث گمراهی و بدتر از مجاهدین خلق خواند. در حال حاضر جمهوری اسلامی این حزب را به رسمیت نمی‌شناسد و فعالیت آن را در کشور غیرقانونی اعلام کرده است.
مهدی بازرگان از ابتدای تأسیس تا پایان عمر خود در ۱۳۷۳ دبیرکل نهضت بود. سپس ابراهیم یزدی تا ششم شهریور ۱۳۹۶ که درگذشت دبیرکل شد. هم‌اکنون محمد توسلی به عنوان سومین دبیرکل نهضت آزادی توسط شورای مرکزی حزب برگزیده شده است.

## بنیان‌گذاران
نهضت آزادی ایران توسط مهدی بازرگان، یدالله سحابی و سید محمود طالقانی تأسیس شد.
- مهدی بازرگان، معروف به مهندس بازرگان، فرزند یک بازاری متمول و بسیار مذهبی بود، پس از تحصیل در پاریس، برای تدریس در دانشکده فنی به ایران بازگشت. او که عقایدی عمیقاً ضد کمونیستی داشت، نظریه جدایی امور معنوی و دنیوی را رد می‌کرد و بر این باور بود که سیاست باید توسط مذهب، هدایت شود. بازرگان در ابتدا مخالف دخالت در سیاست بود اما با تشکیل دولت محمد مصدق وارد فعالیت سیاسی شد. او در ابتدا به عنوان معاون وزیر فرهنگ کابینه اول مصدق برگزیده شد و سپس از طرف دکتر محمدمصدق به عنوان رئیس هیئت خلع ید از شرکت نفت انگلیس انتخاب شد. وی سپس به ریاست سازمان آب تهران منصوب و اولین شبکه آب‌رسانی تهران را راه اندازی کرد. پس از سقوط دولت محمد مصدق در جریان کودتای ۲۸ مرداد، فعالیت‌های سیاسی مهدی بازرگان گسترش بیشتری یافت. در نهضت مقاومت ملی به رهبری سید رضا زنجانی بازرگان نیز پس از عزل از سمت ریاست سازمان اب اقدام به فعالیت کرد. در آن سازمان بسیاری از طرفداران محمد مصدق برای مبارزه سیاسی سازمان دهی شده بودند.[۲][۳] بعد از شکست نهضت مقاومت ملی، بازرگان به همراه الهیار صالح، باقر کاظمی، غلامحسین صدیقی و کریم سنجابی، از مؤسسان جبهه ملی دوم بود.[۴]
- سیدمحمود طالقانی، معروف به آیت‌الله طالقانی، به خاطر مخالفت با حکومت رضاشاه پهلوی، سابقه زندانی شدن داشت، پس از کودتای سوم اسفند ۱۲۹۹، برخلاف دیگر روحانیون، به عنوان روحانی سرشناس پشتیبان جبهه ملی در تهران شناخته می‌شد. او به عنوان رابط و حلقه ارتباطی دو گروه مخالف متفاوت، یعنی روحانیون و جبهه ملی نقش مهمی ایفا کرد و شاید به دلیل هم‌بند بودن با انقلابیون غیرمذهبی در دوران حبس‌های طولانیش، قادر به درک آنان بود. سیدمحمود طالقانی در آثارش بر این هدف بود تا نشان دهد که تشیع اساساً با استبداد مغایر و با دموکراسی و همچنین سوسیالیسم موافق و سازگار است. وی در دوران نهضت ملی شدن نفت به همراه سید رضا زنجانی به حمایت از محمد مصدق برخاست و پس از کودتای ۲۸ مرداد که در نتیجه آن، دولت مصدق سقوط کرد، به نهضت مقاومت ملی پیوست. وی به همراه مهدی بازرگان، شاپور بختیار و دیگر سیاستمداران ملی‌گرا، در تشکیل جبهه ملی دوم نقش مهمی داشت.

## مرامنامه حزب
در مرامنامه این حزب آمده است:
1. مسلمانیم نه به این معنی که یگانه وظیفه خود را روزه و نماز بدانیم. بلکه ورود ما به سیاست و فعالیت اجتماعی من‌باب وظیفه ملی و فریضه دینی بوده دین را از سیاست جدا نمی‌دانیم و خدمت به خلق و اداره امور ملت را عبادت می‌شماریم. آزادی را به عنوان موهبت اولیه الهی و کسب و حفظ آن را از سنن اسلامی و امتیازات تشیع می‌شناسیم. مسلمانیم باین معنی که به اصول عدالت و مساوات و صمیمیت و سایر وظایف اجتماعی و انسانی قبل از آنکه انقلاب کبیر فرانسه و منشور ملل متحد اعلام نماید معتقد بوده‌ایم…
2. ایرانی هستیم ولی نمی‌گوییم که هنر نزد ایرانیان است و بس. ایران دوستی و ملی بودن ما ملازم با تعصب نژادی نیست و بالعکس مبتنی بر قبول نواقص و معایب خود و احترام به فضائل و حقوق دیگران است. نسبت به حیثیت و استقلال و تعالی کشورمان فوق‌العاده پافشاری می‌کنیم ولی مخالف ارتباط و تعادل با سایر ملل و زندگی در جهانی که روز بروز پیوندها و احتیاجات متقابله شدیدتر می‌شود نیستیم.
3. تابع قانون اساسی ایران هستیم ولی منافی (نؤمن ببعض و نکفر ببعض) نبوده از قانون اساسی به صورت واحد جامع طرفداری می‌کنیم و اجازه نمی‌دهیم اصول و اساس آن که آزادی عقاید و مطبوعات و اجتماعات، استقلال قضات، تفکیک قوا و بالاخره انتخابات صحیح است فراموش و فدا شود و اما فروع و تشریفات قانون با سوء تعبیر آن مقام اصلی را احراز نماید و بالنتیجه حکومت ملی و حاکمیت قانون پایمال شود.
4. مصدقی هستیم و مصدق را از خادمین بزرگ افتخارات ایران و شرق می‌دانیم ولی نه به آن معنی و مقصدی که از روی جهل و غرض تهمت زده مکتب او را مترادف با هرج و مرج و تقویت کمونیسم و تعصب ضد خارجی و جدائی ایران از جهان معرفی کرده‌اند. ما مصدق را به عنوان یگانه رئیس دولتی که در طول تاریخ ایران محبوب و منتخب اکثریت مردم بود و قدم در راه خواسته‌های ملت برداشته، توانست پیوند بین دولت و ملت را برقرار سازد و مفهوم واقعی دولت را بفهماند و به بزرگ‌ترین موفقیت تاریخ اخیر ایران یعنی شکست استعمار نائل گردد تجلیل می‌کنیم و به این سبب از تز و راه مصدق پیروی می‌کنیم. از خدا می‌خواهیم پیمان ما با او و با شما پیوسته برقرار بوده در راه حق و خدمت به ایران همگام و مقضی المرام باشیم.[۵]

## پیش از انقلاب

مهدی بازرگان، از مؤسسان و اولین دبیرکل نهضت آزادی

نهضت آزادی ایران در ۲۷ اردیبهشت ۱۳۴۰ توسط مهدی بازرگان و در مخالفت با شاه با هدف مبارزه با استبداد و کسب آزادی‌های اساسی مبتنی بر ارزش‌های اخلاقی و اسلامی تأسیس شد. این تشکل از ابتدا گرایش‌های ملی و مذهبی داشت و در برگیرندهٔ طیف‌های روشنفکر و ملی - مذهبی بود. سابقه فعالیت‌های فرهنگی و اجتماعی و اسلامی پایه‌گذاران این گروه به سال‌های ۱۳۲۰ و جریان نهضت ملی ایران در زمان دکتر مصدق می‌رسید. به غیر از بازرگان از دیگر بنیانگذاران مشهور نهضت آزادی می‌توان به سیدمحمود طالقانی، یدالله سحابی، محمدرحیم عطایی، عباس رادنیا، حسن نزیه، منصور عطائی، عباس سمیعی، احمد صدر حاج سید جوادی، حسن حبیبی و عباس شیبانی اشاره کرد.
کیهان نوشت:
ساعت ۶ بعدازظهر چهارشنبه ۲۷ اردیبهشت ۱۳۴۰، در جلسه‌ای که به دعوت مهندس بازرگان در خانه سید صادق فیروزآبادی تشکیل شد، «نهضت آزادی ایران» تأسیس گردید. کیهان فردای آن روز این جلسه را چنین گزارش کرد:
در این جلسه آقای مهندس بازرگان پس از اعلام موجودیت و آغاز فعالیت نهضت آزادی ایران اظهار داشت: «باید از موقعیت مساعد جهانی و ایران استفاده کرد و مملکت را از این وضع نجات داد و این امر را از وظایف شرعی و اخلاقی و وطنی مردم دانست.» سپس آقای حسن نزیه ضمن تشریح مرامنامه نهضت آزادی ایران و تحلیل اوضاع سیاسی داخلی و خارجی نتیجه گرفت که: «در جهان پرآشوب امروزی آخرین راه‌حل که هم به نفع ملت ایران و هم به صلاح صلح دنیا باشد بی‌طرفی در مقابل دو بلوک شرق و غرب است و این روشی بود که آقای دکتر مصدق در پیش گرفت و در همان موقع از طرف دنیا پذیرفته شد. آن روز وضعِ ایران بهتر از وضع موجود بود.» هیئت مؤسسان نهضت آزادی ایران عبارت‌اند از آقایان: سید محمود طالقانی، مهندس مهدی بازرگان، دکتر یدالله سحابی، مهندس منصور عطایی، حسن نزیه، رحیم عطایی و عباس معینی. صبح امروز [پنجشنبه ۲۸ اردیبهشت ۱۳۴۰] آقای رحیم عطایی عضو هیئت مؤسسان (نهضت آزادی ایران) به خبرنگار ما [کیهان] گفت: انتشار دادند که ما با جبهه ملی مخالف هستیم در حالی که ما خود را وابسته به جبهه ملی ایران می‌دانیم. ما دیروز دستور دادیم که جمعیت ما در میتینگ امروز جبهه ملی شرکت نماید.

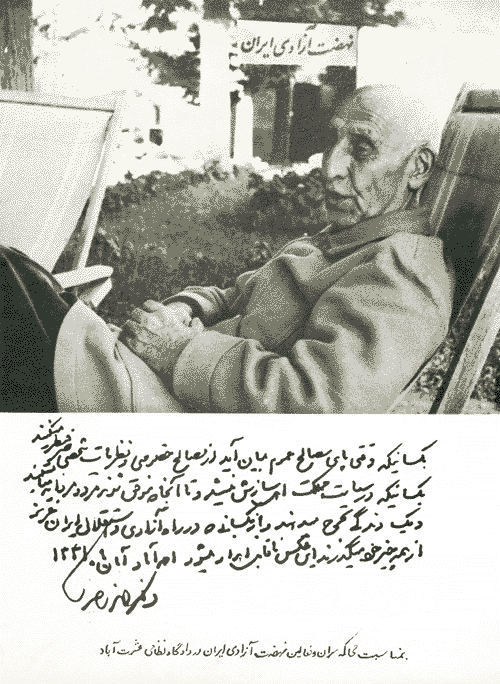
پیام مصدق پس از تأسیس نهضت آزادی

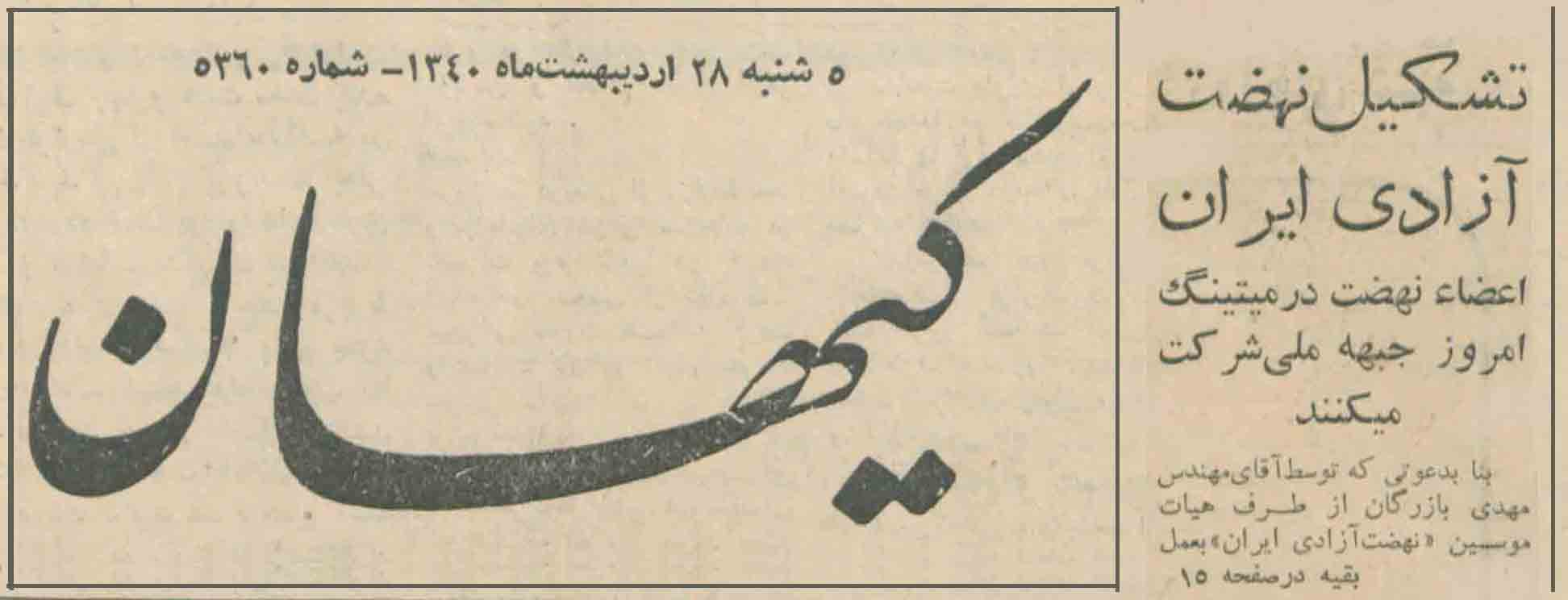
سرمقاله کیهان

### توقف فعالیت در ایران
نهضت آزادی پس از موجودیت، مورد استقبال گسترده مردم، به ویژه دانشجویان قرار گرفت. در بهمن‌ماه سال ۱۳۴۱ نهضت آزادی با انتشار بیانیه‌ای به تحلیل شرایط ایران و محکوم ساختن «انقلاب سفید» پرداخت در پی این اقدام حکومت شاه رهبران نهضت، از جمله مهدی بازرگان، سید محمود طالقانی، یدالله سحابی و عزت‌الله سحابی را بازداشت و به زندان انداخت و از فعالیت این حزب جلوگیری و آن را غیرقانونی اعلام کرد.

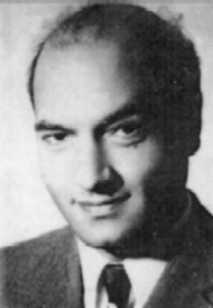
علی شریعتی، از مؤسسان نهضت آزادی ایران در خارج از کشور

با جلوگیری از فعالیت‌های نهضت آزادی در داخل کشور و غیرقانونی اعلام کردن آن، فعالیت آن در خارج از کشور و در اروپا و آمریکا با تلاش علی شریعتی، مصطفی چمران و ابراهیم یزدی تا آستانه انقلاب ایران ادامه یافت. این اعضا با همکاری در انتشار روزنامه‌های «ایران آزاد» و «راه مجاهد»، به آگاه ساختن جوانان و دانشجویان خارج از کشور پرداختند و نقش مؤثری در رسیدن به اهداف نهضت ایفا کردند.
علی شریعتی در اواسط دهه ۱۳۴۰ به ایران بازگشت و با فعالیت‌ها و سخنرانی‌هایش در دانشگاه‌ها و حسینه ارشاد، بذرِ انقلاب در سراسر ایران پاشیده شد و به پیروزی انقلاب اسلامی ایران در سال ۱۳۵۷ منتهی گردید. شرح فعالیت‌ها، اطلاعیه‌ها و بیانیه‌های نهضت آزادی در اعتراض به عملکرد خلاف منافع و مصالح ملی و آزادی‌های اساسی مردم ایران در طی حکومت شاه در مجموعه اسناد نهضت آزادی چاپ و منتشر گردید.
نهضت آزادی در ماجرای قیام ۱۵ خرداد ۱۳۴۲ از جمله گروه‌های سیاسی بود که از خمینی و جنبش او حمایت کردند.

## دولت موقت
پس از «پیروزی انقلاب ایران (۱۳۵۷)» سید روح‌الله خمینی بنا به پیشنهاد شورای انقلاب، مسئولیت نخست‌وزیری دولت موقت را به مهدی بازرگان، دبیرکل وقت نهضت آزادی سپرد. همچنین پست‌های مهم دیگری به سایر اعضای نهضت داده شد.
در دوران مسئولیت دولت موقت، به علت اشتغال شدید مسئولان نهضت آزادی در امور اجرائی دوران انقلاب، این نهضت فعالیت گسترده‌ای نداشت.
دولت موقت تنها نه ماه به طول انجامید و با اشغال سفارت آمریکا (که بعداً به لانهٔ جاسوسی آمریکا معروف شد) در ۱۳ آبان ۱۳۵۸ توسط دانشجویان مسلمان پیرو خط امام و کارشکنی‌ها و دخالت‌های مکرّر مراجع قدرت و رادیو و تلویزیون در امور اجرائی، مهدی بازرگان از سمت خود استعفا داد و سید روح‌الله خمینی هم بلافاصله متن استعفای وی را پذیرفت.

## دور اول انتخابات ریاست جمهوری و مجلس
پس از «استعفای دولت موقت»، فعالیت‌های نهضت آزادی برای «انتخابات ریاست جمهوری» و نمایندگی مجلس آغاز گردید؛ در انتخابات ریاست‌جمهوری ابوالحسن بنی‌صدر به پیروزی رسید و به‌عنوان اولین رئیس‌جمهور ایران شناخته شد. سپس مهدی بازرگان به عنوان نماینده نهضت آزادی، پیشنهاد شرکت گروه‌های ملی و اسلامی در انتخابات مجلس را مطرح ساخت و ائتلاف موسوم به «ائتلاف همنام» را که در برگیرنده کلیه گروه‌های ملی و مذهبی بود، ایجاد و پشتیبانی نمود. این هیئت، ۱۵ نامزد برای شرکت در انتخابات مجلس معرفی کرد که اغلب آن‌ها به مجلس راه یافتند که مهدی بازرگان (نفر سوم)، یدالله سحابی، احمد صدر حاج سید جوادی، ابراهیم یزدی، هاشم صباغیان، مصطفی چمران از جمله آن‌ها بودند.

## شروع فعالیت گسترده پس از انقلاب
در تیرماه ۱۳۵۹ نهضت آزادی با توجه به شرایط جدید و ضرورت فعالیت گسترده سیاسی برای جلوگیری از انحراف انقلاب از اهداف آن، اولین کنگره خود پس از پیروزی انقلاب را با جمع کثیری از اعضاء و علاقه‌مندان تشکیل داد و مرام‌نامه و اصول برنامه و خط‌مشی خود برای فعالیت در دوران پس از انقلاب را مطرح ساخت و اصول و رئوس آن را به تصویب رساند.

### درخواست فعالیت رسمی
پس از اولین کنگره نهضت آزادی بعد از انقلاب و تصویب اصول و رئوس فعالیت، نهضت آزادی در سال ۱۳۶۰ برای اخذ پروانه رسمی از کمیسیون ماده ۱۰ قانون احزاب اقدام کرد و مدارک لازم را برای کمیسیون ارسال کرد. کمیسیون ماده ۱۰ قانون احزاب بدون ارائه هرگونه توضیح قانونی، از صدور پروانه رسمی برای نهضت آزادی ایران امتناع کرد. مسئولان نهضت بارها موضوع را به‌طور کتبی و شفاهی و حضوری با مقامات وزارت کشور و کمیسیون مذکور مطرح ساختند ولی کمیسیون مذکور برخلاف اصل ۲۶ قانون اساسی، به صدور پروانه رسمی برای نهضت اقدام نکرد. با این حال، علی‌رغم استمرار فشارها و محروم ساختن از پروانه رسمی، نهضت آزادی همچنان به فعالیت‌های خویش ادامه داد و بر اساس اصل ۲۶ قانون اساسی که فعالیت احزاب را آزاد اعلام می‌دارد، دارای دفتر مرکزی و روزنامه‌ای که نظرات آن را منتشر کند «روزنامه میزان» باشد. نهضت در این دوره علی‌رغم فشارهای مستقیم بر نمایندگان خود در مجلس، به نقد حاکمیت و سیاست‌های آن پرداخت.

### بیانیه ۲۷ خرداد ۱۳۶۰
نهضت آزادی در این بیانیه اشاره کرد که: ۱-چهل سال سابقه فعالیت دارد ۲-با هیچ گروهی ائتلاف نکرده و مستقل است ۳-در راهپیمایی ۲۵ خرداد شرکت
نداشته است ۴-قصاص را از امور ضروری اسلام می‌داند (چون بعضی اعضای جبهه ملی ایران مثل حسن نزیه قصاص را رد کرده بودند) ولی معتقد است اجرای حدود به شرایط جامعه بستگی دارد.

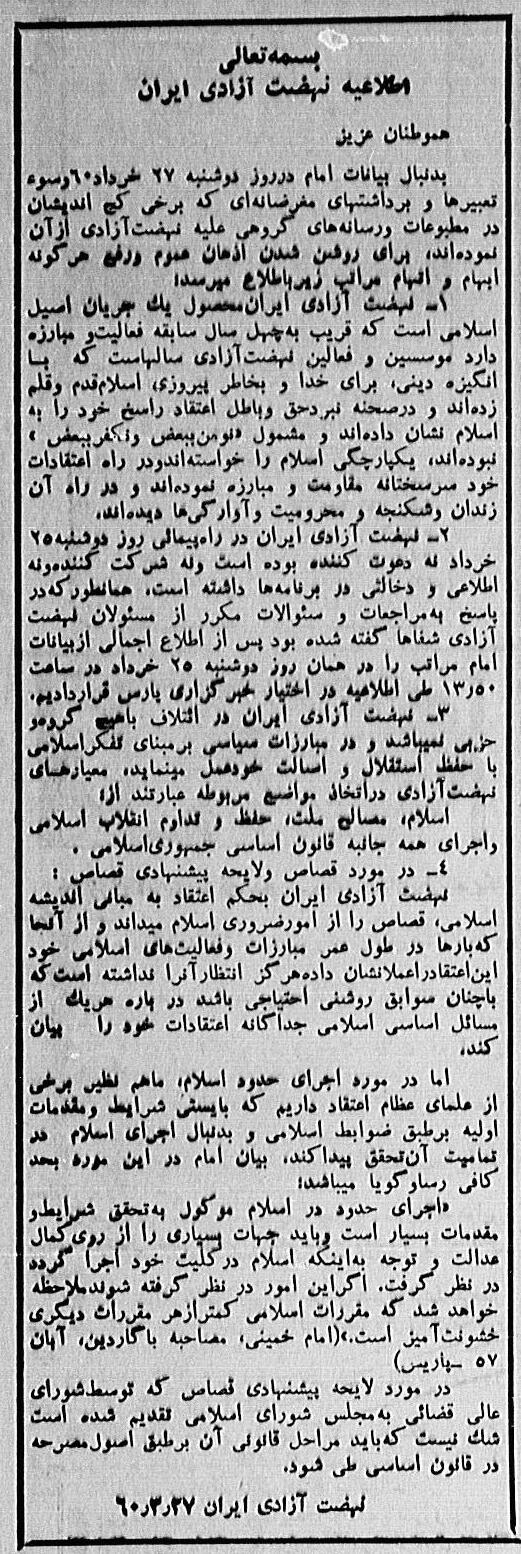
بیانیه ۱۷ ژوئن ۱۹۸۱ یا ۲۷ خرداد ۶۰

## جنگ ایران و عراق
نهضت آزادی با پشتیبانی از مدافعان مرزهای ایران و اعزام نیروهای داوطلب به جبهه‌ها از سیاست دفاع و مقاومت دولت و ملت در برابر تهاجم عراق حمایت کرد که از جمله می‌توان به ارسال کمک‌های داوطلبانه و پشتیبانی از نیروی ارتش در جبهه کردستان، مبارزه دکتر مصطفی چمران (از اعضای شورای مرکزی نهضت) و یاران او در خوزستان، و ارسال کمک‌های مورد نیاز جبهه تا زمان فتح خرمشهر در خرداد ۱۳۶۱ اشاره کرد.

### مخالفت با ادامه جنگ و عواقب آن
پس از فتح خرمشهر و آمادگی عراق و کشورهای حامی آن، برای مذاکره و گفتگوی صلح و پرداخت غرامت به ایران، نهضت آزادی با سیاست ادامه جنگ تا فتح عراق و قدس از طریق کربلا موافق نبود و آن را مشروع و عملی نمی‌دانست. رهبران نهضت آزادی در بیانیه‌ای با عنوان "پایان عادلانه جنگ بی‌پایان" که در تاریخ ۱ دی‌ماه ۱۳۶۴ صادر شد، در مورد ادامه جنگ عراق و ایران اعلام کردند که :"آیا هر ناظر بی‌طرف به این جمع‌بندی نمی‌رسد که جنگ میان عراق و ایران، که بنا به قول و قبول خود آقایان جنگی است تحمیلی، چون از هر جهت به سود ابرقدرت‌های غرب و شرق و اسرائیل جریان داشته است، همگی با میل و رغبت تمام آتش بیار معرکه و خواهان سرسخت ادامه آن شده‌اند؟" در این دوره (سال‌های ۶۱ تا ۶۷) نهضت با صدور ده‌ها بیانیه و نشریه در مورد جنگ و نقد عملکرد حاکمیت بر پایان دادن به جنگ تهاجمی اصرار ورزید. نهضت آزادی در این بیانیه‌ها به تشریح خسارات وارده ناشی از ادامه جنگ، عدم مشروعیت جنگ تهاجمی و امکان‌ناپذیر بودن پیروزی نظامی در کشورگشائی را تبیین نمود.
در نتیجه «فشارهای سنگینی» به نهضت آزادی وارد شد و به «بازداشت و محاکمه غیرقانونی و زندانی» ساختن گسترده تعدادی از اعضای آن در سال ۱۳۶۹ انجامید. در این سال‌ها «گروه‌های فشار» بارها به «دفتر مرکزی نهضت حمله» کردند و «وسائل و تجهیزات را تخریب و دفتر را پلمپ» کردند. نمایندگان عضو و علاقه‌مند به نهضت در مجلس مورد فشار دائم بودند و سخنرانی‌های پیش از دستور آن‌ها با «ممانعت یا مزاحمت و در مواردی به ضرب و شتم» آنان منتهی می‌شد «از جمله مضروب شدن مهندس هاشم صباغیان و مهندس معین فر». مراسم اجتماعی و مذهبی نهضت نیز مانند «دعای کمیل» و «مراسم شب‌های احیاء ماه رمضان» به کرّات مورد تهاجم بود و به تعطیل کشانده می‌شد.
در اردیبهشت‌ماه سال ۱۳۶۷ نهضت آزادی با صدور بیانیهٔ مبسوطی تحت عنوان «هشدار»، دربارهٔ خسارات ناشی از جنگ و عدم پذیرش قطعنامه شورای امنیت، مستقیماً رهبری انقلاب را مورد سؤال و انتقاد قرار داد و در نتیجه عده‌ای از اعضای شورای مرکزی آن در خردادماه بازداشت شدند.

## مخالفت با راهپیمایی برائت از مشرکین
نهضت در نامه ۵ شهریور ۱۳۶۵ به آیت‌الله خمینی در مورد جنگ و برائت از مشرکین می‌نویسد: آیه برائت ناظر به مشرکین پیمان‌شکن است نه همه مشرکین.

## انتقاد به ولایت مطلقه فقیه
پس از طرح ولایت مطلقه فقیه که در نامه ای از آیت‌الله خمینی در ۱۶ دیماه ۱۳۶۶ به سید علی خامنه ای ارسال شد. نهضت در دو بیانیه در این باره اظهار نظر کرد. بیانیه اول «بیانیه نهضت آزادی ایران پیرامون ولایت مطلقه فقیه یا انقلاب چهارم» مورخ ۳۰ دی ۱۳۶۶ که یک نقد اجمالی بود. بیانیه دوم کتابی بنام «تفصیل و تحلیل ولایت مطلقه فقیه» است که در فروردین ۱۳۶۷ پخش شد و به‌طور مفصل به نقد موضوع می‌پردازد.

## نامه محرمانهسید روح‌الله خمینی
در انتخابات مجلس دوم در فروردین ۱۳۶۳ اغلب چهره‌های منتسب به نهضت آزادی رد صلاحیت شدند اما با این وجود نهضت به فعالیت سیاسی خود ادامه داد و این موضوع باعث ایجاد تناقض شده بود. وزیر کشور سید علی اکبر محتشمی پور در بهمن ۱۳۶۶ (چند ماه قبل از انتخابات مجلس سوم - فروردین ۱۳۶۷) در نامه‌ای به سید روح‌الله خمینی نوشت:
نهضت آزادی پس از استعفا و برکناری دولت موقت پیوسته در جهت اعلام مخالفت با دولت جمهوری اسلامی، مجلس شورای اسلامی، و حتی قوه قضاییه و مغشوش کردن اذهان بوده است. مسئولان نهضت با سمپاشیهای خود نسبت به سیاستهای دولت، دفاع مقدس و جنگ، مسئله برائت از مشرکین و فاجعه خونین مکه مکرمه، جهاد مالی و تصمیمات شورای عالی پشتیبانی جنگ و بالاخره فرمایشات اخیر حضرت امام- روحی فداه- راجع به حکومت و ولایت مطلقه، در جهت مبارزه و تضعیف نظام جمهوری اسلامی گام برداشته‌اند…
و در پایان نظر وی را دربارهٔ نهضت جویا شد. خمینی در جواب نوشت: «نهضت به اصطلاح آزادی صلاحیت برای هیچ امری از امور دولتی یا قانونگذاری یا قضایی را ندارند؛ و ضرر آنها، به اعتبار آنکه متظاهر به اسلام هستند و با این حربه جوانان عزیز ما را منحرف خواهند کرد و نیز با دخالت بی‌مورد در تفسیر قرآن کریم و احادیث شریفه و تاویل‌های جاهلانه موجب فساد عظیم ممکن است بشوند، از ضرر گروهکهای دیگر، حتی منافقین این فرزندان عزیز مهندس بازرگان، بیشتر و بالاتر است.»
نهضت آزادی این نامه را خدشه دار و نوشته شده توسط اعضای دفتر رهبر ایران تلقی کرد و به کار خود ادامه داد.

## توقیف روزنامه میزان
دستگاه حاکمیت روزنامه میزان را که «منعکس‌کننده نظرات نهضت» بود، در سال ۱۳۶۱ توقیف و ادعا کردند «پرونده آن در دادگاه گم شده است.»

## نقد ولایت مطلقه فقیه
نهضت آزادی با انتشار تحقیقی دربارهٔ ولایت (مطلقه) فقیه، «ضعف مبانی اسلامی، سیاسی و اجتماعی ولایت (مطلقه) فقیه» را مبتنی بر «اصول اسلامی و علمی» نشان داد و «آثار سوء حاکمیت ولایت فقیه» را پیش‌بینی کرد. این اقدام نهضت آزادی عامل جدیدی برای «افزایش فشارها و سرکوب بیشتر» آن گردید.

## درگذشت بازرگان و انتخاب دومین دبیرکل

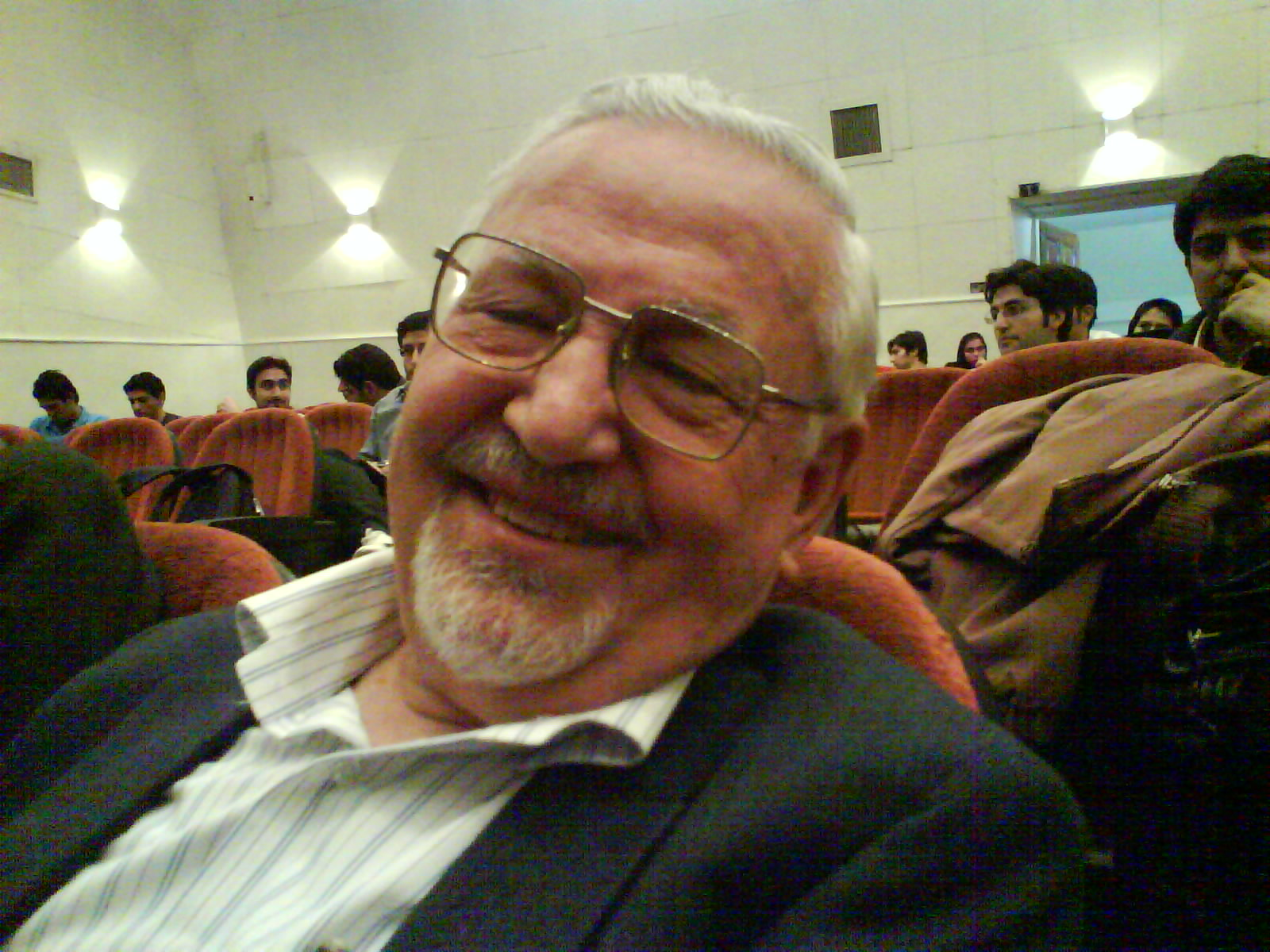
ابراهیم یزدی دبیرکل نهضت آزادی، آبان ۱۳۸۶، دانشگاه صنعتی شریف

پس از فوت مهدی بازرگان در ۳۰ دی ۱۳۷۳، شورای مرکزی نهضت آزادی تشکیل جلسه داد و ابراهیم یزدی را به عنوان جانشین او انتخاب کرد.
در اولین سالگرد درگذشت بازرگان که به دعوت نهضت آزادی و گروه‌های علاقه‌مند، قرار بود در حسینیه ارشاد برگزار گردد، پلیس و گروه‌های فشار مانع برگزاری مراسم شدند ولی مراسم با یک هفته تأخیر برگزار شد.

## دوران اصلاحات
در انتخابات هفتمین دوره ریاست جمهوری سه نامزد نزدیک به این حزب عزت‌الله سحابی، علی‌اکبر معین‌فر و ابراهیم یزدی رد صلاحیت شدند و نهضت آزادی در این انتخابات، که به روی کار آمدن سیدمحمد خاتمی منجر شد رای سفید داد. اما پس از انتخاب شدن سیدمحمد خاتمی به ریاست جمهوری در ۲ خرداد ۱۳۷۶ و شروع جنبش اصلاح‌طلبی در ایران، نهضت آزادی همواره از طرفداران این جنبش بوده است؛ و همچون سایر گروه‌ها و احزاب سعی کرد فعالیت خود را در این دوره گسترش دهد، ولی همچنان با تهدیدات و حملات گروه‌های فشار مواجه می‌گردید.
در انتخابات مجلس ششم (۱۳۷۸) پنج کاندیدای نزدیک این حزب تأیید صلاحیت شدند و نهضت آزادی با فهرستی ۱۶ نفره (به همراه ۱۱ نامزد دوم خردادی) در این انتخابات شرکت کرد. علی‌رضا رجایی کاندیدای نیروهای ملی-مذهبی که با ۷۷۱ هزار رأی به مجلس راه یافته بود، پس از بازشماری آراء و ابطال برخی از صندوق‌ها توسط شورای نگهبان جای خود را به غلامعلی حداد عادل داد. در انتخابات ریاست‌جمهوری هشتم (۱۳۸۰) از سیدمحمد خاتمی حمایت کرد و در انتخابات شوراهای شهر و روستای دوم (۱۳۸۱) با فهرست مستقلی در شهر تهران شرکت کرد. در این انتخابات آبادگران پیروز شدند. هاشمی رفسنجانی در کتاب خاطرات سال ۱۳۸۱ خود بیان می‌دارد که رهبر ایران به او گفته با شرکت ملی‌مذهبی‌ها در انتخابات شوراها مخالف بوده و دستور رد‌صلاحیت آنها را داده است.
نهضت آزادی به منظور حمایت از نامزدی خاتمی برای دور دوم انتخابات ریاست جمهوری، تصمیم به ائتلاف با برخی گروه‌های همفکر ملی- مذهبی گرفت. این تصمیم حاکمیت را برآن داشت تا دست به گسترده‌ترین دستگیری اعضای نهضت و گروه‌های ملی- مذهبی بزند. به این ترتیب بیش از۵۰ نفر از اعضای نهضت و گروه‌های ملی- مذهبی در تهران و شهرستان‌ها در اسفند ۱۳۷۹ و فروردین ۱۳۸۰ دستگیر شدند و دفتر مرکزی نهضت مورد تهاجم واقع شد و به وسیله دادگاه انقلاب لاک و مُهر گردید. محاکمه اعضای نهضت در دادگاه انقلاب و پشت درهای بسته و بدون حضور مردم و خبرنگاران انجام شد و اغلب اعضاء به محکومیت‌های بلند مدت تا ۱۱ سال محکوم گردیدند. دادگاه انقلاب رأی بر غیرقانونی بودن نهضت داد و آن را از همه حقوق خود محروم ساخت.

## پس از اصلاحات
ابراهیم یزدی دبیرکل حزب برای انتخابات ریاست جمهوری سال ۱۳۸۴ نامزد شد ولی صلاحیت وی از سوی شورای نگهبان مورد تأیید قرار نگرفت و این حزب از مصطفی معین، کاندیدای طیف اصلاح طلبان حمایت کرد اما او موفق به کسب آرای لازم نشد.
با روی کار آمدن دولت اصولگرا محمود احمدی‌نژاد، نهضت آزادی با فشارهای زیادی روبرو بوده است که جلوگیری از برگزاری مراسم نمازهای عید فطر و عید قربان سال ۱۳۸۶، جلوگیری از برگزاری مراسم چهل‌وششمین سالگرد تأسیس، جلوگیری از برگزاری دوازدهمین سالگرد درگذشت مهندس مهدی بازرگان، جلوگیری از برگزاری ششمین سالگرد درگذشت دکتر یدالله سحابی، دستور لغو اردوی آموزشی برای اعضای جوان حزب و جلوگیری از برگزاری کنگره سالانه، از جمله آنهاست.
در سال ۱۳۸۸ اعضای جوان نهضت آزادی برای استعفا از نهضت، تحت فشار وزارت اطلاعات قرار گرفتند و عده‌ای از آن‌ها زندانی شدند. علاوه بر آن، رئیس دفتر سیاسی نهضت (محمد توسلی) را بازداشت کرده و در زندان انفرادی، توقف و انحلال نهضت را از وی مطالبه کردند. همچنین از طریق فشار به اعضاء و مسئولان نهضت سعی کردند دفتر سیاسی، هیئت اجرائیه، شورای مرکزی و حوزه‌های نهضت را تعطیل و فعالیت آن را متوقف سازند و از هرگونه فعالیت عادی و جاری نهضت جلوگیری کنند.

### توقف فعالیت در دی‌ماه سال ۱۳۸۸
در پی فشار دستگاه‌های امنیتی و اطلاعاتی و احضار پنج تن از اعضای رهبری نهضت توسط وزارت اطلاعات و تهدید آن‌ها به برخورد، شورای مرکزی نهضت آزادی تصمیم به توقف موقتی فعالیت‌های سیاسی این گروه گرفت.
امیر خرم از اعضای رهبری نهضت آزادی در مصاحبه‌ای، زندانی شدن ابراهیم یزدی با وجود کهولت سن، مناسب ندانستن فضای موجود و وارد شدن فشارهایی به نهضت آزادی و اعضای آن را دلایل توقف فعالیت نهضت آزادی اعلام کرد.
علاوه بر ابراهیم یزدی (دبیرکل)، چندین نفر از اعضای دیگر نهضت آزادی و بستگان آن‌ها از جمله، امیر خرم، محمدفرید طاهری، محسن محققی، غفار فرزدی همگی از اعضای شورای مرکزی، محمود نعیم‌پور، معتمدی مهر، مهدی قلی‌زاده، کیوان مهرگان و عبدالرضا تاجیک از روزنامه‌نگاران نزدیک به نهضت آزادی وسارا توسلی و لیلا توسلی فرزندان محمد توسلی (رئیس دفتر سیاسی) بازداشت شدند.
در پی این اقدام جامعه بزرگ اسلامی هیوستون که شامل سیصد هزار نفر از مسلمانان است، در نامه‌ای به سید علی خامنه‌ای، محمود احمدی‌نژاد، علی لاریجانی و محمد خزاعی (نمایندهُ ایران در سازمان ملل متحد)، خواهان آزادی فوری و بدون قید و شرط دکتر ابراهیم یزدی و دیگر مخالفان مسلمان شد.

## شروع فعالیت مجدد
نهضت آزادی پس از انتخابات سال ۱۳۹۲ تلاش‌هایی برای شروع مجدد فعالیت‌‌ها داشت که  با فشار نیروهای امنیتی با ممانعت روبه‌رو شد. از سال ۱۳۹۴ تا سال ۱۳۹۶ تحت فشارهای نیروهای امنیتی به آرامی فعالیت‌ها شروع گردید. پس از شهریور ۱۳۹۶ جلسات شورای مرکزی با عنوان دیدارهای دوستانه و خانوادگی از سر گرفته شد و در ماه‌های بعد به مرور هیئت اجرایی و دفتر سیاسی نهضت آزادی انتخاب شده و جلسات آن برگزار شد.

## تعیین دبیرکل سوم
شورای مرکزی نهضت آزادی ایران با توجه به وخامت حال ابراهیم یزدی و شرایط خاص با نظر و حضور وی در جلسه مورخ ۱۴ اردیبهشت ۱۳۹۶، طی مصوبه‌ای به اجماع، محمد توسلی از اعضای دیرین نهضت آزادی ایران و از مدیران بعد از انقلاب را به عنوان «دبیرکل نهضت آزادی ایران» برگزید.

## درگذشتابراهیم یزدی
در شامگاه دوشنبه ۶ شهریور ماه ۱۳۹۶، دکتر ابراهیم یزدی دبیرکل سابق نهضت آزادی پس از سال‌ها دست و پنجه نرم کردن با بیماری سرطان در سن ۸۶ سالگی در ازمیر ترکیه درگذشت. به گفته نزدیکان او، این سفر به دنبال مخالفت آمریکا با درخواست ویزای درمانی به منظور انجام عمل جراحی انجام گرفت.

## تحریم انتخابات دوره سیزدهم
پس اعلام نتایج بررسی صلاحیت‌ها توسط شورای نگهبان در فرآیند انتخابات سال ۱۴۰۰ نهضت آزادی به عنوان نخستین سازمان سیاسی در داخل کشور اعلام کرد در انتخابات شرکت نخواهد کرد. این سازمان سیاسی در توضیح این تصمیم مطرح کرد که در این دوره انتخابات به سطح مناسک انتخاباتی به شدت برنامه‌ریزی شده تنزل یافته است. 

## جنبش زن، زندگی، آزادی
پس از خبر بستری شدن مهسا امینی در بیمارستان، دبیرکل وقت نهضت آزادی در توییتی مسئولیت اقدام فاجعه‌بار گشت ارشاد را برعهده حاکمیت ولایت فقیه دانست. در روز بعد این سازمان سیاسی با صدور بیانیه‌ای خواستار توقف گشت ارشاد و لغو قانون حجاب اجباری شد.  با شروع اعتراضات خیابانی پس از درگذشت مهسا امینی، نهضت آزادی به دفاع از مردم و جنبش خشونت‌پرهیز آن‌ها پرداخته و در بیانیه‌ای با عنوان «از حقوق اساسی و امنیت مردم در خیابان حمایت می‌کنیم» به افتار سرکوبگرانه حاکمیت و نهادهای امنیتی و انتظامی اعتراض می‌کند و از احزاب و سازمان‌های سیاسی در داخل و خارج از کشور دعوت می‌کند در چارچوب و سازوکارهای جبهه‌ای حول مطالبات مشترک ملی برای گفت‌وگو با حاکمیت اقدام کنند.  در آبان و آذر 1401 دو تن از اعضای نهضت آزادی آقایان محمدحسن داوودی و مجید شیعه علی بازداشت شدند.  در ادامه نهضت آزادی با اصرار بر راه حل‌هایی مانند برگزاری رفراندوم، جدایی نهاد دین از حکومت و اصلاحات ساختاری با مشارکت نیروهای سیاسی در داخل کشور، زمانی که خواست تا همراه با جبهه ملی ایران بیانیه مشترکی صادر کند با واکنش سخت نیروهای امنیتی مواجه شد. 

## چهارمین دبیرکل
به دنبال تغییر در اساسنامه نهضت ازادی و محدود شدن دوران دبیرکلی،   شورای مرکزی  نهضت ازادی ایران در در ۱۰ خرداد ۱۴۰۳ تشکیل جلسه داده و به اتفاق اراء محمدحسین بنی‌اسدی را به سمت دبیرکل نهضت آزادی ایران انتخاب کرد.

## ارکان نهضت آزادی ایران
مجمع عمومی سالانه که تا به حال به‌طور متوسط هر چهار سال برگزار شده است و کنگره دوازدهم، یادبود دکتر یدالله سحابی، در سال ۱۳۸۲ برگزار شد. وزارت اطلاعات از برگزاری سیزدهمین کنگره تا به حال دو بار جلوگیری کرده است. مهم‌ترین وظیفه کنگره سالانه بررسی گزارشهای دفاتر شهرستان‌ها و انتخاب اعضای شورای مرکزی است.
شورای مرکزی نهضت آزادی ایران: از نماینده‌های دفاتر شهرستان‌ها و تهران تشکیل می‌شود. مهم‌ترین وظیفه این شورا انتخاب دبیرکل و مسئولان دفتر سیاسی و هیئت اجرایی است. شورای مرکزی ماهانه تشکیل جلسه می‌دهد.
دفتر سیاسی نهضت آزادی ایران:مهم‌ترین مرکز تصمیم‌گیری‌های سیاسی نهضت آزادی است.  
هیئت اجرایی نهضت آزادی ایران: مسئول هماهنگی‌های اجرایی نهضت آزادی است.  
حوزه(ها): هر حوزه کوچک‌ترین رکن سیاسی نهضت آزادی ایران شمرده می‌شود.

## اعضا و بنیانگذاران نهضت آزادی ایران
- مهدی بازرگان عضو مؤسس و نخستین دبیرکل
- یدالله سحابی عضو مؤسس
- سید محمود طالقانی عضو مؤسس
- محمدرحیم عطایی عضو مؤسس
- عباس رادنیا عضو مؤسس
- منصور عطائی عضو مؤسس
- عباس سمیعی عضو مؤسس
- حسن نزیه عضو مؤسس
- مصطفی چمران مؤسس نهضت آزادی در خارج از ایران
- علی شریعتی مؤسس نهضت آزادی در خارج از ایران
- صادق قطب‌زاده مؤسس نهضت آزادی در خارج از ایران
- ابراهیم یزدی دومین دبیرکل و مؤسس نهضت آزادی در خارج از ایران

### اعضای فعال فعلی
- هاشم صباغیان عضو شورای مرکزی
- محمد توسلی  دبیرکل پیشین و عضو شورای مرکزی
- ابوالفضل بازرگان عضو شورای مرکزی
- محمدحسین بنی‌اسدی عضو شورای مرکری دبیرکل کنونی
- سید علی‌اصغر غروی رئیس شاخه اصفهان نهضت آزادی و عضو شورای مرکزی
- غفار فرزدی رئیس شاخه آذربایجان نهضت آزادی و عضو شورای مرکزی
- خسرو منصوریان عضو شورای مرکزی
- عماد بهاور عضو شورای مرکزی

### دبیران کل
1. مهدی بازرگان (۱۳۴۰–۱۳۷۳)
2. ابراهیم یزدی (۱۳۷۳–۱۳۹۶)
3. محمد توسلی (۱۳۹۶–۱۴۰۳)
4. محمدحسین بنی اسدی (۱۴۰۳ -)